# Koniec świata
Koniec świata – potencjalny, różnie wyobrażany, proces zakończenia istnienia świata. Jest on powszechnie związany z nauką, filozofią, religią i kulturą.
Określenie to bywa też używane w znaczeniu miejsca odległego od cywilizacji. „Drugi koniec świata” to potoczne określenie antypodów.

## Zapowiadanie końca świata

### Daty
- 375–400 – datę końca świata wyznaczył św. Marcin z Tours
- 992 – według jednej z teorii w Wielki Piątek wypadło święto Zwiastowania. Biblijna tradycja chrześcijańska (oparta na Księdze Objawienia) głosiła, iż oznacza to początek panowania Antychrysta.
- 1412 – koniec świata według św. Wincentego z Ferrary[1]
- 20 lutego 1524 – zapowiedź powszechnego potopu przez Johannesa Stoefflera[2]
- 31 grudnia 1999 i 2000 – kolejne „okrągłe” daty związane z millenaryzmem; potencjalny koniec świata związany z problemem roku 2000
- 21 maja 2011 – koniec świata według Harolda Campinga[3]
- 21 grudnia 2012 – ostatni dzień podany w kalendarzu Majów[4]. Według niektórych interpretacji (m.in. Patricka Geryla) właśnie wtedy miał nastąpić koniec świata.

### Zapowiedzi bez konkretnej daty
- Przepowiednia Malachiasza

## Nauka

### Koniec ludzkości lub życia na Ziemi
Za około 5 miliardów lat Słońce, wskutek nieuniknionej ewolucji, stanie się czerwonym olbrzymem, przez co zwiększy swoją objętość i całkowicie pochłonie pierwsze trzy planety Układu Słonecznego tj. Merkurego, Wenus i Ziemię. Możliwe, że życie na Ziemi przestanie istnieć już wcześniej. Peter Ward i Donald Brownlee uważają, że nastąpi to za ok. 500 milionów lat wskutek powolnego wzrostu temperatury Słońca, który doprowadzi do wrzenia oceanów. Koniec życia na Ziemi nie musi oznaczać końca cywilizacji – ludzie lub ich potomkowie mogą przenieść się na planety pozasłoneczne.
Zdarzeniem prowadzącym do zagłady wielu gatunków na Ziemi może być zderzenie dużej planetoidy lub innego ciała niebieskiego z Ziemią.
Pewne ryzyko związane jest ze zderzeniem naszej galaktyki z galaktyką Andromedy, które nastąpi za około 3-4 miliardy lat. Wpływ tego zdarzenia na Układ Słoneczny jest obecnie trudny do precyzyjnego określenia.
Zagrożeniem dla cywilizacji ziemskiej mogą być wojny nuklearne. III wojna światowa jest jedną z potencjalnych przyczyn wyginięcia ludzkości lub nawet całego życia na Ziemi. Mianem III wojny światowej określa się wojnę z globalnym użyciem broni masowego rażenia.
Ponieważ rozwój nauki i technologii na Ziemi napędzały dwa czynniki – walka o dominację i pragnienie łatwego życia, niemiecki astrofizyk i radioastronom Sebastian von Hoerner wśród potencjalnych przyczyn końca cywilizacji wymienia zagładę istot rozumnych lub całego życia na planecie w wyniku konfliktów globalnych, a także degenerację fizyczną lub umysłową, utratę zainteresowań naukowo-badawczych.

### Koniec Wszechświata
Los Wszechświata zależy od tego, czy wewnętrzne siły grawitacyjne powstrzymają jego ekspansję. Dwie główne możliwości ewolucji Wszechświata to:
- Wielki Krach – jeśli ilość materii jest na tyle duża, by grawitacyjnie powstrzymać ekspansję, a następnie doprowadzić do zapadnięcia się Wszechświata, odwrócenia etapów dotychczasowej jego ewolucji, aż do momentu, gdy wszystkie siły władające kosmosem będą znów połączone w jedną wielkość. Temperatura wtedy będzie wzrastać wraz ze wzrostem gęstości – powrót do osobliwości (taką możliwość wyklucza się obecnie na podstawie faktów obserwacyjnych, takich jak wzrastające tempo rozszerzania Wszechświata).
- Wielki Chłód – jeśli ilość materii jest zbyt mała, by siły grawitacyjne mogły powstrzymać ekspansję, to Wszechświat będzie rozszerzać się wiecznie (i to coraz szybciej, jeżeli stała kosmologiczna ma dodatnią wartość), a jego temperatura spadać. Jeden ze scenariuszy mówi, że za 10 bilionów lat, długo po tym, jak Słońce i podobne do niego gwiazdy się wypalą, kosmos będzie wypełniony wielką, choć wciąż malejącą liczbą czerwonych karłów. Za biliard lat jedynymi pozostałościami po gwiazdach będą takie obiekty, jak czarne dziury, gwiazdy neutronowe oraz wystygłe białe i brązowe karły. Czarne dziury będą pożerały wszystko, ale nawet one znikną, stopniowo wyparowując (poprzez promieniowanie Hawkinga). Proces ten zajmie 1098 lat. Później Wszechświat będą wypełniały jedynie elektrony, pozytony, neutrina i fotony o bardzo małej koncentracji[11].

Według jeszcze innej koncepcji, koniec znanego ludziom świata może nastąpić wraz z uwolnieniem energii próżni. Wiele obserwacji wskazuje, że Wszechświat posiada niezerową energię próżni. Jeżeli istnieje stan próżni o niższej energii, to Wszechświat jest w stanie próżni fałszywej i może dojść do tunelowania do niższego stanu. Będzie się to wiązać ze zmianą niektórych stałych fizycznych, np. mas wielu cząstek. Nastąpi też koniec takiego Wszechświata, jaki znamy, ponieważ np. atomy mogą stać się nietrwałe.

## Religie

### Chrześcijaństwo

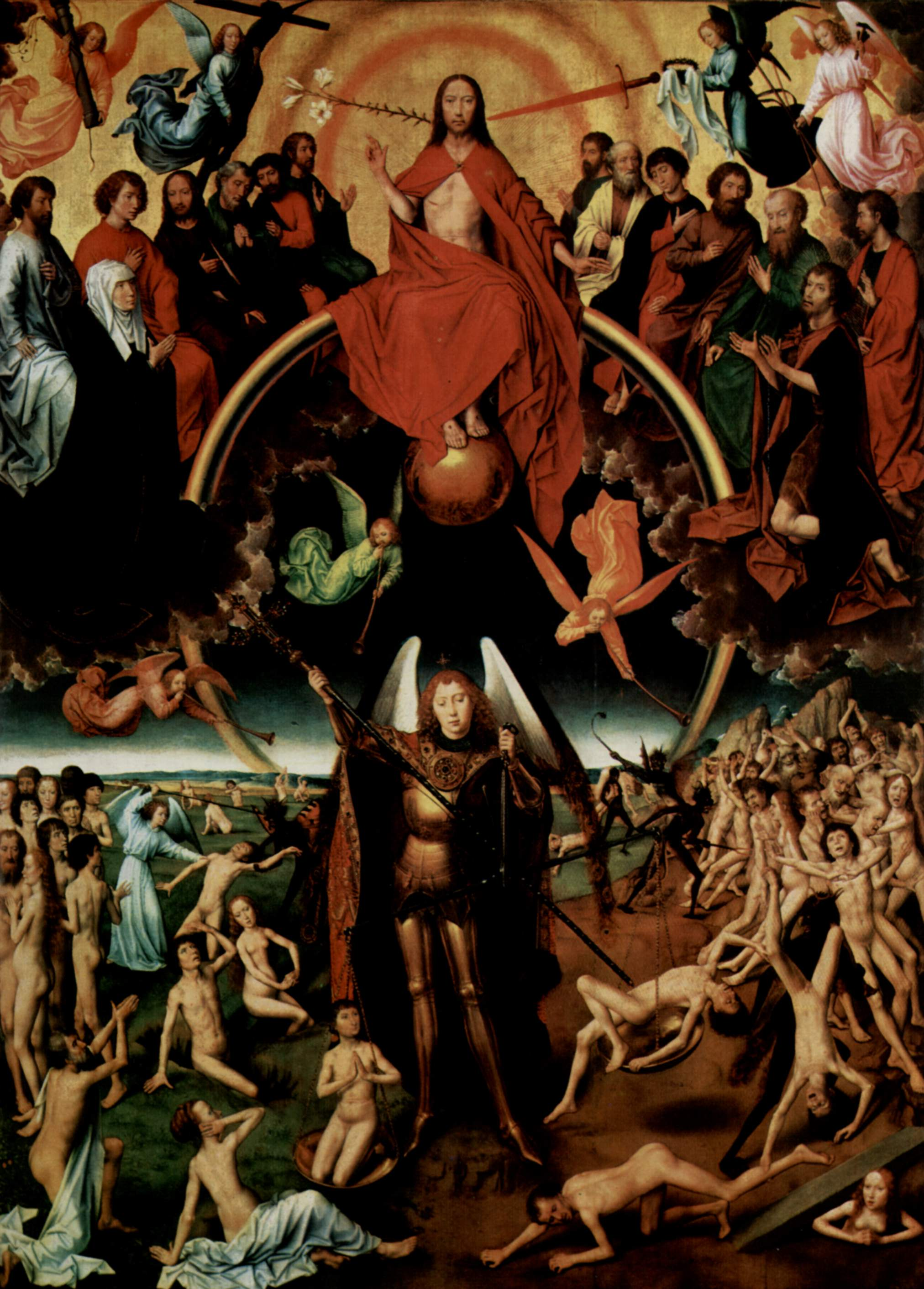
Obraz przedstawiający Sąd Ostateczny w interpretacji Hansa Memlinga

Koniec (obecnego) świata w chrześcijaństwie kojarzony jest z powtórnym przyjściem Jezusa Chrystusa na Ziemię. Będzie ono związane „z odnowieniem się wszystkich rzeczy”.
Jezus Chrystus przyrównuje koniec świata do potopu. Podobnie jak biblijny potop, będący typem końca świata wydarzenie to nie będzie prowadzić tylko do „zagłady bezbożnych ludzi”, ale też do ratunku ludzi sprawiedliwych.
Sprawiedliwi dostąpią zbawienia i wiecznego szczęścia („ani oko nie widziało, ani ucho nie słyszało, ani serce człowieka nie zdołało pojąć, jak wielkie rzeczy przygotował Bóg tym, którzy Go miłują”). Bezbożni „jako karę poniosą” „wieczną zagładę [z dala] od oblicza Pańskiego i od potężnego majestatu Jego”. W stosunku do złych Biblia mówi, że Jezus Chrystus przyjdzie na „dzień sądu” „aby zostali osądzeni wszyscy, którzy nie uwierzyli prawdzie, lecz znaleźli upodobanie w nieprawości”, którzy „mają zginąć, ponieważ nie przyjęli miłości prawdy, która mogła ich zbawić”, dla pomsty wobec tych, którzy nie znają Boga i nie są posłuszni Ewangelii (Dobrej Nowinie) Jezusa Chrystusa.
Przed owym przyjściem na świecie będą miały miejsce konflikty między narodami, głód, epidemie, trzęsienia ziemi oraz prześladowanie chrześcijan, które nastąpi po wcześniej wymienionych plagach i podczas którego wielu odstąpi od Jezusa. Powtórne przyjście Jezusa będzie stanowić odpoczynek i ratunek dla wiernych, tych którzy wytrwają. Koniec nastąpi, gdy ewangelia królestwa będzie głoszona na całym świecie, na świadectwo wszystkim narodom (warunek ten być może został już spełniony). Dzień ten ma nastąpić niespodziewanie (przyjść „jak złodziej”) – nikt nie wie kiedy, poza Bogiem Ojcem („Czuwajcie więc, bo nie wiecie, w którym dniu Pan wasz przyjdzie.” Ew. Mateusza 24:42, Biblia Tysiąclecia). Odnośnie do daty tego wydarzenia w 2. Liście Piotra można przeczytać: „Niech to jedno, umiłowani, nie uchodzi uwagi waszej, że u Pana jeden dzień jest jak tysiąc lat, a tysiąc lat jak jeden dzień. Pan nie zwleka z dotrzymaniem obietnicy, chociaż niektórzy uważają, że zwleka, lecz okazuje cierpliwość względem was, bo nie chce, aby ktokolwiek zginął, lecz chce, aby wszyscy przyszli do opamiętania.” (2 P 3:8–9).

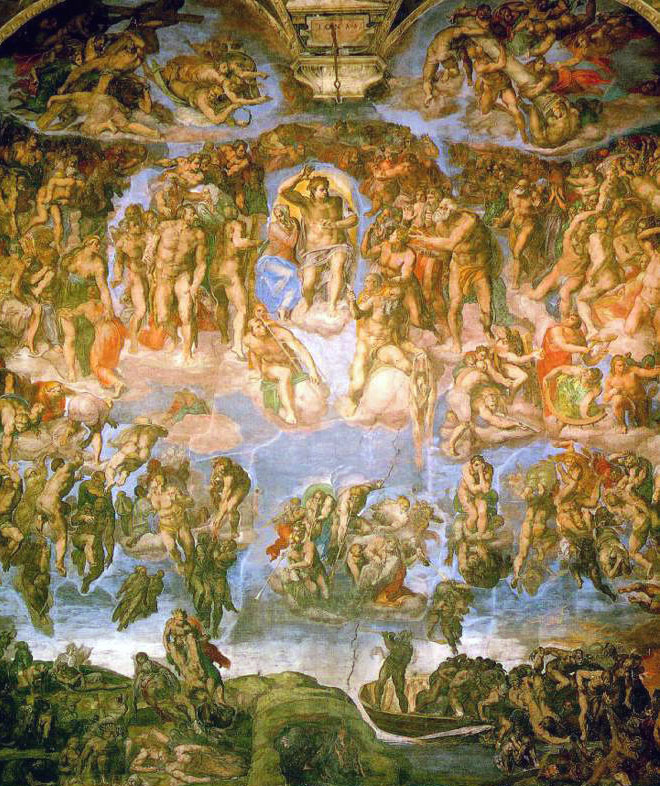
Sąd Ostateczny w interpretacji Michała Anioła

Fałszywi prorocy będą się podszywać pod bycie Namaszczonym (Mesjasz), lecz chrześcijanie nie powinni dać się zwieść, m.in. dlatego że „jak błyskawica, gdy zabłyśnie, świeci od jednego krańca widnokręgu aż do drugiego”, tak przyjdzie Jezus Chrystus. Jezus Chrystus powtórnie przyjdzie w chwale. Zstąpi z nieba na Ziemię na obłokach niebieskich wraz z aniołami swojej mocy. „Pośle On swoich aniołów z trąbą o głosie potężnym, i zgromadzą Jego wybranych z czterech stron świata, od jednego krańca nieba aż do drugiego.”
Wtedy zmartwychwstaną ci, którzy należą do Chrystusa.
Koniec „nie nastąpi (...) jednak wcześniej niż nastanie odstępstwo i objawi się człowiek niegodziwości, syn zatracenia, przeciwnik, który wynosi się ponad wszystko, co się zwie Bogiem lub jest przedmiotem boskiej czci. Zasiądzie on nawet w świątyni Bożej, podając się za Boga. Pojawieniu się jego towarzyszyć będzie działanie szatana, z całą mocą, wśród znaków i fałszywych cudów”. Jezus zgładzi Antychrysta tchnieniem swoich ust i wniwecz obróci objawieniem swego przyjścia.
„Po okresie tysiąca lat panowania Chrystusa Szatan wraz z wszystkimi, którzy będą potępieni zostaną wrzuceni do jeziora ognia. Niebiosa z trzaskiem przeminą, a żywioły rozpalone stopnieją, ziemia i dzieła ludzkie na niej spłoną”.

#### Katolicyzm
W katolickim ujęciu koniec świata jest powiązany z paruzją. Zwykle wymienia się pięć prodromów, czyli znaków poprzedzających paruzję: osłabienie wiary, apostazja, przyjście antychrysta, głoszenie ewangelii wszystkim narodom i nawrócenie Izraela. Tradycyjnie paruzja była łączona z zamknięciem historii świata, co znalazło uwidocznienie w symbolu konstantynopolitańskim, mówiącym o „życiu wiecznym w przyszłym świecie”.
W XX wieku nastąpiła zmiana rozumienia końca świata w teologii katolickiej. Stąd też koniec świata jest rozumiany raczej jako jego przemiana, to znaczy zaistnienie nowego porządku kosmicznego, przeznaczonego dla odnowionego człowieka. Na podstawie Nowego Testamentu Augustyn Jankowski wysnuł wnioski, że „nowe niebo i nowa ziemia”, o których mówi Apokalipsa św. Jana, już się tworzą pod wpływem Ducha Świętego, a miejscem przyszłego szczęścia ludzi może być „nowa ziemia” przepełniona Bożą obecnością, a nie odległe niebo. Jankowski stwierdził również, iż apokaliptyczne opisy unicestwienia niekoniecznie oznaczają koniec świata obecnego i nowy akt stworzenia, a dotyczą tego, co jest niezgodne z wolą Boga.

#### Świadkowie Jehowy
Świadkowie Jehowy uważają, że koniec świata nie odnosi się do zagłady Ziemi ani ludzkości, ale oznacza koniec obecnej struktury społecznej, charakterystycznego stanu (systemu lub porządku) w dziejach ludzkości – zakończenie systemu rzeczy (1J 2:17). Biblia nie podaje daty, ale Jezus podał złożony „znak”, czyli serię wydarzeń, dzięki którym można dostrzec zbliżanie się końca – okres ten nazywa się „czasem końca” lub „dniami ostatnimi” (Mt 24:3, 7–14; 2 Tymoteusza 3:1–5). „Wielki ucisk” to cykl wydarzeń prowadzących do zniszczenia obecnego porządku świata, którego finałem będzie Har-Magedon/Armagedon – wojna wielkiego dnia Boga Wszechmocnego (Objawienie 16:14, 16). Będzie to wybiórcza zagłada tylko nieposłusznych Jehowie Bogu mieszkańców ziemi, a ci, którzy ocaleją, będą żyli na ziemi pod panowaniem Królestwa Bożego, a w ostateczności wiecznie w raju na ziemi.

### Islam
Koniec świata według muzułmanów zwiastować będzie Antychryst przybyły na ziemię z jednym okiem i znakiem na czole, którego rozpoznają jedynie wierzący. Następnie Gog i Magog (Jadżudż i Madżudż), okropne stworzenia zaczną niszczyć zapasy pożywienia i wody. Na Ziemi pojawią się różne nieszczęścia i kataklizmy, trzęsienia ziemi, pożary, kataklizmy naturalne, zapanuje terror, chaos i wojny.
Wszystkich ludzi porażą pioruny, z wyjątkiem wybranych przez Boga. Każda dusza zostanie sprawiedliwie oceniona: „Więc kto wierzy i czyni dobro, tego nie przejmie żaden strach, ani nie będzie zasmucony. A tych, którzy za kłamstwo uznali Nasze znaki, dotknie kara za to, że szerzyli zepsucie.” (6:48, 49). Niewierni zostaną zapędzeni do piekła, skąd nie będzie już odwrotu.
Ci natomiast, którzy byli wierni, zaprowadzeni zostaną do Dżannah – ogrodu Boga, by tam chwalić go na wieki i kontemplować prawdę o nim. Stany piekła i nieba będą też miały charakter fizyczny, doświadczalny nie tylko duszą, ale też ciałem: „na łożach ozdobnie wyszywanych, wyciągnięci, podparci na łokciach, zwróceni do siebie twarzami. Pośród nich krążą młodzieńcy nieśmiertelni z czaszami, dzbanami i kielichami, napełnionymi napojem z płynącego źródła, od którego nie cierpią na ból głowy ani nie doznają upojenia (...)” (56:15–19) oraz: „będą w palącym podmuchu i wrzącej wodzie, w cieniu czarnego dymu, ani nie orzeźwiającego, ani dobroczynnego” (56, 42–46).

### Buddyzm
Buddyzm naucza, że wszystko podlega nietrwałości, zarówno czujące istoty, jak i światy w których przebywają, które zwane są Samsarą. Istnienie Samsary uwarunkowane jest prawem przyczynowo-skutkowym (karma), wpływającym na los istot w niej przebywających. Tradycyjne nauki, które niekiedy utożsamia się z podglądem Hinajana, opisują, że koniec świata będzie przebiegał etapami, zagładzie ulegnie najpierw świat tzw. sfery pożądania do którego zalicza się krainy piekieł, głodnych duchów „preta”, ludzi i zwierząt oraz półbogów i bogów, następnie zagładzie ulegną miejsca przebywania bogów sfery foremnej, natomiast na końcu miejsca bogów sfery bezforemnej. Jednak Buddowie, Bodhisattwie oraz Arhaci przebywający poza Samsarą nie ulegną temu procesowi ze względu na stan Nirwany. Ponadto opisane jest, że istnieje wiele światów, które mają okresy swojego powstawania, trwania i zaniku, gdy istnieją ku temu odpowiednie warunki w zgodzie z kolektywnym prawem przyczynowo-skutkowym karma czujących istot. Pomiędzy istnieniem tych światów są ciemne okresy nieistnienia, kiedy ze względu na brak odpowiednich warunków przyczynowo-skutkowych występuje jedynie potencjał dla ich rozwoju. Obecny okres istnienia naszego świata tradycyjnie nazwany jest w buddyzmie jako bardzo pomyślny, gdyż pojawi się w nim tysiąc w pełni oświeconych istot, tzn. buddów, a historycznym i obecnym buddą jest Siakjamuni urodzony w Indiach, czwarty w kolejności z owych buddów.
Z punktu widzenia nauk Mahajana np. według poglądów Czittamatra oraz Madhjamaka nie uznaje się tego dualistycznego podziału na czujące istoty i światy w którym przebywają, a ściślej ujmując podziału na umysł i materię. Najbardziej szczegółowe nauki związane są z teorią Wadżrajana i opisują proces umierania, któremu każdy będzie musiał podlegać jako następujące po sobie subtelne poziomy rozpadu i stanów obecności, aż do stanu „przejrzyste światło”. Gdy nie rozpozna się przejrzystego światła, nie nastąpi wyzwolenie i podlegać się będzie stanowi pośredniemu bardo, w którym zgodnie z prawem dwunastu ogniw współzależnego powstawania następuje ponowne uwarunkowanie dualistyczną tożsamością, to znaczy niewiedzą, doświadczając nietrwałości „ja” i świata, w którym owo „ja” przebywa.

### Judaizm
Ze względu na swoją specyfikę Tora niewiele wspomina o końcu świata. Ten bowiem implikuje zajęcie się sprawami ostatecznymi w kontekście poszczególnych ludzi, judaizm zaś zajęty jest raczej historią narodu wybranego i tego, co dotyczy spraw bieżących. Są jednak fragmenty, które opisują ten proces, choć to tradycja talmudyczna nadała wyobrażeniu Żydów o końcu świata, dzisiejszy wymiar.
Księga Amosa zastrzega by nie oczekiwać końca świata: „Cóż wam po dniu Pańskim? On jest ciemnością, a nie światłem” (Am 5:18). Gdy już ów koniec świata nadejdzie, Mesjasz będzie musiał stoczyć walkę z armią Goga i Magoga. Wódz tej armii zostanie sprowadzony na górę Synaj i osądzony, a następnie stracony. Ziemia zostanie oczyszczona z wszelkiego zła i dokona się budowa „czystego i świętego” domu dla Pana i jego poddanych (Ez 38 i 39).

### Mitologia skandynawska
W mitologii skandynawskiej koniec świata, a wraz z nim zmierzch bogów, był określany mianem Ragnarök. W wyobrażeniach mitologicznych ma on być wielką walką pomiędzy bogami a olbrzymami pod wodzą Lokiego, w wyniku której świat i Asgard, siedzibę bogów, strawi ogień, wszystkie gwiazdy zgasną, a Ziemię zaleje wielkie morze. Ostatecznie z tej toni wyłoni się nowy świat i nastąpi era szczęśliwości bez przemocy i wojen.

## Koniec świata w kulturze
Z tematyką końca świata związane są różne podgatunki fantastyki, w tym:
- fantastyka postapokaliptyczna, traktujący o wydarzeniach bezpośrednio po kataklizmie, apokalipsie[25][26].
- umierająca Ziemia, którego akcja rozgrywa się w dalekiej przyszłości – u schyłku życia na Ziemi lub w końcowych etapach istnienia wszechświata, gdy prawa natury zaczynają zawodzić[27].

### Literatura
Oprócz religijnych dzieł literackich opisujących koniec świata, pisali o nim też inni twórcy.
- Czesław Miłosz interpretuje[28] to jako zakończenie żywota człowieka, wkładając w usta starego człowieka słowa „Innego końca świata nie będzie”.

Równie dobrze można ten wiersz Miłosza „Piosenka o końcu świata” interpretować jako moralitet – koniec świata dzieje się w każdej chwili, sąd ostateczny sądzi każdy nasz czyn, wybór.
- Jan Kasprowicz w dziele „Dies Irae”[29] wyraża ekspresjonistyczną, ale religijną wersję.
- Powieść o czasach ostatecznych autorstwa Tima LaHaye’a i Jerry’ego B. Jenkinsa ukazuje jeden ze scenariuszy końca świata na podstawie Biblii.

### Kultura masowa
- zegar zagłady – wskaźnik zagrożenia zagłady ludzkości
- 2 Minutes to Midnight (utwór odnoszący się do zegara zagłady) zespołu Iron Maiden